# Alectoris
Alectoris é um género de aves da família Phasianidae.

## Espécies
São reconhecidas sete espécies:
- Perdiz-moura, Alectoris barbara
- Perdiz-árabe, Alectoris melanocephala
- Perdiz-vermelha, Alectoris rufa
- Perdiz-chucar, Alectoris chukar
- Perdiz-grega, Alectoris graeca
- Perdiz-de-garganta-preta, Alectoris philbyi
- Perdiz-magna, Alectoris magna